# Josef Posipal
Josef Posipal, surnommé « Jupp Posipal », né le 20 juin 1927 à Lugoj (Roumanie) et mort le 21 février 1997 à Hambourg, est un footballeur allemand.
Il remporte avec l'Allemagne la Coupe du monde en 1954.

## Biographie
Son père Peter Posipal est né à Lugoj, et sa mère Anna Maria (née Hillier) est originaire de Darowa (en), dans l'actuelle Roumanie. Après avoir étudié au lycée de Lugoj, Josef Posipal part en 1943 en Allemagne avec sa famille, à l'âge de 16 ans. À Hanovre, il apprend le métier de serrurier et joue au football dans le club local, le TSV Badenstedt. Après la guerre, il joue au Blau-Weiß Wölpinghausen puis au SV Linden 07 (de).
En 1946, à 19 ans, il est repéré par le SV Arminia Hanovre, où il dispute 42 matchs de championnat de 1947 à 1949. Ses performances conduisent l'entraîneur de l'Arminia Georg Knöpfle à le prendre avec lui lors de son départ pour le Hambourg SV en 1949. Il va y jouer pendant neuf saisons, comme défenseur, en Oberliga Nord, dont Hambourg remporte le championnat chaque saison à l'exception de l'exercice 1953-1954. Posipal ne remporte par contre jamais le championnat national, dont Hambourg est finaliste malheureux en 1957 et 1958. Son équipe perd également la finale de la Coupe d'Allemagne en 1956.
Pressenti pour jouer en équipe d'Allemagne, Posipal doit attendre sa naturalisation en 1951 pour répondre aux convocations de Sepp Herberger. Posipal joue 32 fois pour l'Allemagne entre 1951 et 1956, et y marque un but. Il en est le capitaine à six reprises. En 1953, il est le seul Allemand retenu dans la sélection mondiale qui fait match nul contre l'Angleterre au stade de Wembley (4-4). 
Posipal est le défenseur latéral droit du onze allemand qui remporte la Coupe du monde en 1954, en battant en finale la Hongrie, donnée grande favorite (3-2). Son adversaire direct en finale, le Hongrois Zoltán Czibor, connaissait Posipal depuis son enfance car tous les deux venaient de Lugoj et s'entretenaient en hongrois.
Josef Posipal meurt d'une crise cardiaque à 69 ans, lors d'un examen à l'hôpital de Hambourg. Posipal avait deux enfants, dont un fils Peer (en), né le 3 juillet 1962, qui deviendra à son tour joueur de football professionnel sous le maillot de l'Eintracht Braunschweig notamment. 